# Акакий (Паппас-старший)
Архиепи́скоп Ака́кий (греч. Αρχιεπίσκοπος Ακάκιος, в миру Афана́сиос Паппа́с, греч. Αθανάσιος Παππάς; 1888, Десфина — 1 декабря 1963, Афины) — епископ ИПЦ Греции (Синод Хризостома); с конца 1963 года — архиепископ Афинский и всея Эллады.

## Биография
Родился в 1888 году в городе Десфина нома Фокида, в центральной Греции.
В 1904 году в возрасте шестнадцати лет ушёл на Святую Гору Афон, где поступил сначала в скит Святого Николая, а позднее — скит Иоанна Предтечи и на протяжении целого ряда лет находился под духовным руководством святогорского монаха Маркиана (Рувалиса).
В 1907 году был пострижен в монашество с именем Акакий и 29 августа 1914 года епископом Гангрским Тимофеем рукоположен во иеродиакона, а 8 октября 1917 года епископом Нисским Паисием хиротонисан во иеромонаха. В 1920 году был пострижен в великую схиму.
В середине 1920-х годов стал участником старостильного движения, за что в 1929 годы был удалён со Святой Горы.
В 1936 году епископом Мегаридским Христофором (Хаджисом) был возведён в сан архимандрита, а в 1939 году его усилиями близ города Пеаниа в Аттике был основан Свято-Никольский монастырь .
После кончины в сентябре 1955 года митрополита Флоринского Хризостома (Кавуридиса) и отсутствия иерархического управления, 10 октября 1957  года был избран особый Церковный Комитет, состоявший из двенадцати архимандритов под председательством архимандрита Акакия (Паппаса).
9 (22) декабря 1960 года в Детройте двумя иерархами Русской православной церкви заграницей Серафимом (Ивановым) и Феофилом (Ионеску) архимандрит Акакий был рукоположен во епископа Талантийского. Хиротония была соверешена без разрешения Архиерейского Синода РПЦЗ.
В конце 1963 года епископ Акакий был возведён в сан архиепископа Афинского и всея Эллады.
Скончался в субботу 1 декабря 1963 года в Афинах.